# سيد الريف
سيد الريف (بالإنجليزية: Rave Master)‏ هي سلسلة مانغا يابانية من تأليف هيرو ماشيما نشرت في مجلة شونن الأسبوعية في يوليو 1999 حتى يوليو 2005 وتم جمعها في 35 تانكوبون.